# Francesco Antonio Urio
Francesco Antonio Urio (* um 1631 in Mailand; † um 1719 wahrscheinlich ebenda) war ein italienischer Komponist des Barock.

## Leben
Francesco Urio, der dem Minoriten-Orden angehörte, hatte im Laufe seines Lebens mehrere Posten als Kapellmeister inne, so an Kathedralen und Kirchen in Spoleto, Urbino, Assisi, in Rom an der Kirche Santi XII Apostoli und in Mailand. Er komponierte mehrere Oratorien und weitere Kirchenmusik.
Georg Friedrich Händel entlehnte Urios Werken verschiedene Themen, die er in vier seiner Werke weiter verwandte, dazu gehören ein „Te Deum“, von dem Teile in „Saul“ übernommen wurden. Ferner finden sich Elemente Urios in „Israel in Ägypten“, „Julius Cäsar“ und dem „Dettinger Te Deum“.

## Werke (Auswahl)
- Te Deum (1680)[1]
- Motetti di concerto a due, tre, e quattro voci, con violini, (Abschrift im Liceo Musicale Bologna)[2]
- „Tantum ergo“ für Sopran und B.c.(Abschrift in der Bibliothek des Royal College of Music London)
- Oratorium „Gilard ed Eliada“